# Суммарное производство
Преступле́ние, пресле́дуемое в поря́дке уско́ренного судопроизво́дства (англ. summary offence), — в системах общего права одна из двух категорий уголовных преступлений: наименее тяжкая по степени ответственности. Процесс по этому преступлению может проходить в ускоренном порядке, то есть без предания суду присяжных или вообще без присяжных. Этот тип преступления также известен как «вред» или «проступок» — в зависимости от обстоятельств.
В США же уголовное преступление подобной степени тяжести обозначается словом «мисдиминор» (англ. misdemeanor), хотя уголовный процесс значительно схож с описанным. Мисдими́нор характеризует преступление, менее тяжёлое, чем фелония.
В российском праве аналогично понятию «проступок» с его противопоставлением преступлению.